# Hồ Leśnia

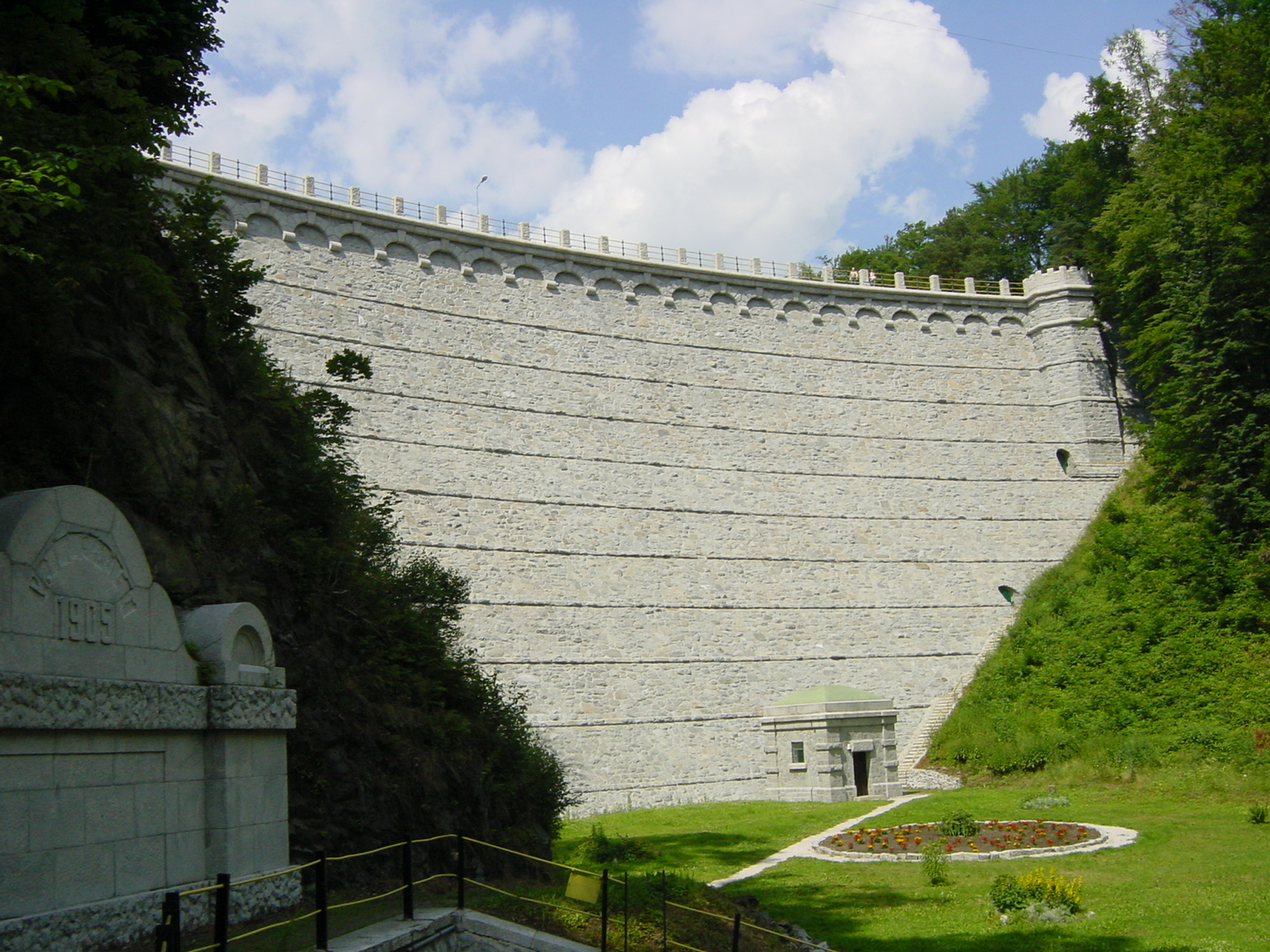
Con đập

Hồ Leśnia (tiếng Ba Lan Jezioro Leśniańskie, tiếng Đức Marklissa-Talsperre) là một hồ nhân tạo nhỏ, nằm trên sông Kwisa, giữa các thị trấn Leśna và Gryfow Slaski ở Lower Silesian Voivodeship, tây nam Ba Lan. Hồ được khai trương vào ngày 15 tháng 7 năm 1905, sau khi một con đập đã được hoàn thành gần làng Czocha. Con đập được xây dựng từ năm 1901 - 1905, bởi chính phủ Vương quốc Phổ. Hầu hết công nhân làm việc trong quá trình xây dựng đến từ các nước như Áo và Ý, và tổng chi phí ước tính để xây dựng chúng là 1.270,00 reichsmark. Con đập cao 45 m, chiều dài của nó là 130 m
Tổng diện tích của hồ là vào khoảng 140 ha, và dung lượng đạt đến 15 triệu mét khối. Chiều dài của hồ là vào khoảng 7 km, và nó có chiều rộng lên tới 1 km. Giữa năm 1905 và 1907, một nhà máy thủy điện đã được xây dựng ở đó, với 800.000 mark, được tài trợ bởi chính phủ Silesia. Hiện tại, đây là nhà máy lâu đời nhất trong các loại đập này ở Ba Lan, với sáu tuabin JMVoith 1906 hiện nay vẫn còn hoạt động. Trên cao, bờ trái của hồ, là sự xuất hiện của lâu đài Czocha nằm ở bờ phải, có khu phức hợp của lâu đài Rajsko. Hồ là một trung tâm nghỉ hè nổi tiếng, với một số khu cắm trại và các cơ sở dành cho hoạt động các môn thể thao dưới nước.

## liên kết ngoài
- Quang cảnh đập từ máy bay không người lái Lưu trữ ngày 27 tháng 6 năm 2017 tại Wayback Machine